# Maison d'Érasme
La maison d’Érasme (ou musée de la Maison d'Érasme), sise près de la collégiale Saints-Pierre-et-Guidon, à Anderlecht (Bruxelles) et datant du XVe siècle, est une ancienne maison de chanoine attaché à la collégiale. Elle est aujourd’hui un petit musée érasmien, à la mémoire de l'humaniste Érasme qui y séjourna en 1521.

## Maison canoniale

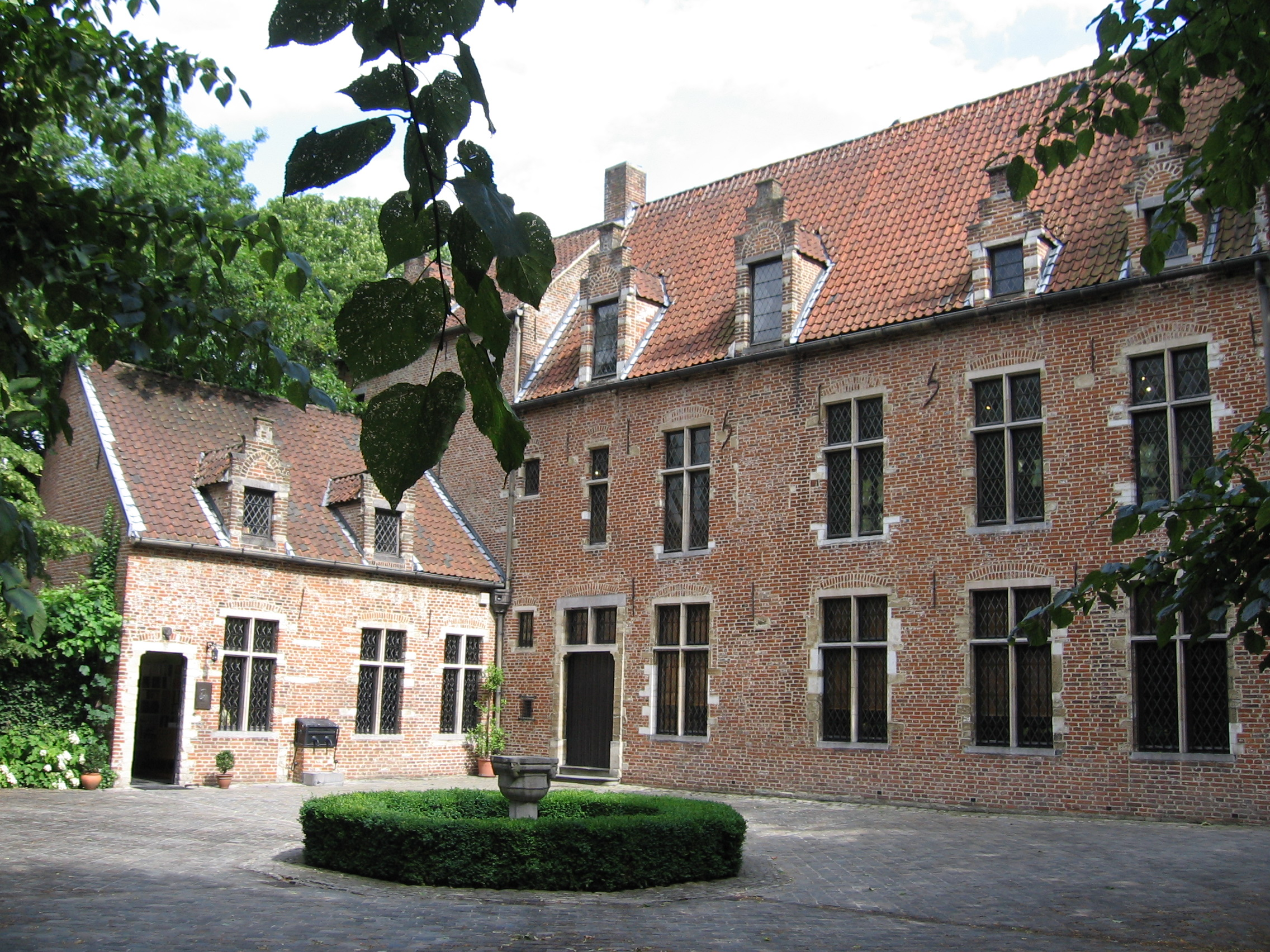
La maison d'Erasme.

La maison, de style gothique tardif, ou de la première renaissance, fut construite à la fin du XVe siècle par Pierre Wichman, chanoine et écolâtre du chapitre d'Anderlecht attaché à la collégiale Saints-Pierre-et-Guidon depuis 1507. Homme de culture, le chanoine Wichmans y reçoit volontiers érudits et intellectuels. Parmi eux Erasmus de Rotterdam avec lequel une amitié s’établit. Il est possible qu'Érasme, grand voyageur, soit passé plusieurs fois chez son ami Wichmans, mais c’est de son séjour de 1521 (cinq mois) que l’on a des traces.

## Visite d’Érasme en 1521
Venant de Louvain, Érasme arrive chez son ami Wichmans, à Anderlecht, un faubourg de Bruxelles, en mai 1521. Il vient pour un séjour à la campagne (comme il l’écrit lui-même). Il y a d’abord des raisons de santé car il souffre de fièvres persistantes et la campagne lui fait du bien. Il y a surtout des raisons politiques et religieuses. Luther vient d’être excommunié (1520) et les sympathisants du réformateur sont pourchassés. Érasme juge prudent de s’éloigner de l’université de Louvain (lieu de débats théologiques passionnés), et même du pouvoir politique de Bruxelles où les protecteurs se font distants. Érasme est certainement considéré comme un dangereux 'sympathisant' même s’il a toujours déclaré vouloir rester catholique. Suivant de près la publication de ses livres et manuscrits, à Anderlecht il corrige également des épreuves d’un texte confié à son imprimeur de Louvain. Pour les mêmes raisons de sécurité personnelle il quitte Anderlecht pour Bâle en octobre 1521. Après un séjour de huit ans, quand Bâle penchera du côté des protestants et ne désirant pas donner l'impression qu'il favorisait le parti luthérien, il partira le 13 avril 1529 pour Fribourg-en-Brisgau et ne retournera à Bâle qu'en 1535 pour y mourir dans la nuit du 11 au 12 juillet 1536.

## Description de la Maison d’Érasme avant 1995
La maison canoniale fut restaurée en 1930 et transformée en musée érasmien. C’est sans doute le seul musée consacré à la mémoire de ce grand humaniste de la Renaissance qui chercha à créer une culture européenne autour de la langue latine. Une bibliothèque accessible aux chercheurs comprend quelque 1200 livres et manuscrits parlant d’Erasme.
Plus qu'un musée, le visiteur découvrait, avant 1995, une maison vivante où semblait habiter encore le grand humaniste, telle qu'elle est décrite dans tous les guides publiés et dans la collection Musea Nostra, mais qui ne correspond désormais plus à son état actuel. Depuis lors, les salles ont non seulement été refaites et modernisées, des meubles déplacés, des encadrements d'œuvres refaits dans un style minimaliste, mais une partie des collections ont été disposées selon des critères muséologiques fonctionnels : la Maison d'Érasme est devenue désormais un musée de la Maison d'Érasme, qui s'ouvre également à des expositions, des concerts et d'autres activités culturelles.

### Chambre de rhétorique
La chambre de rhétorique est la pièce où selon la tradition, Érasme recevait les visiteurs. On y trouve du mobilier d’époque.

### Cabinet de travail

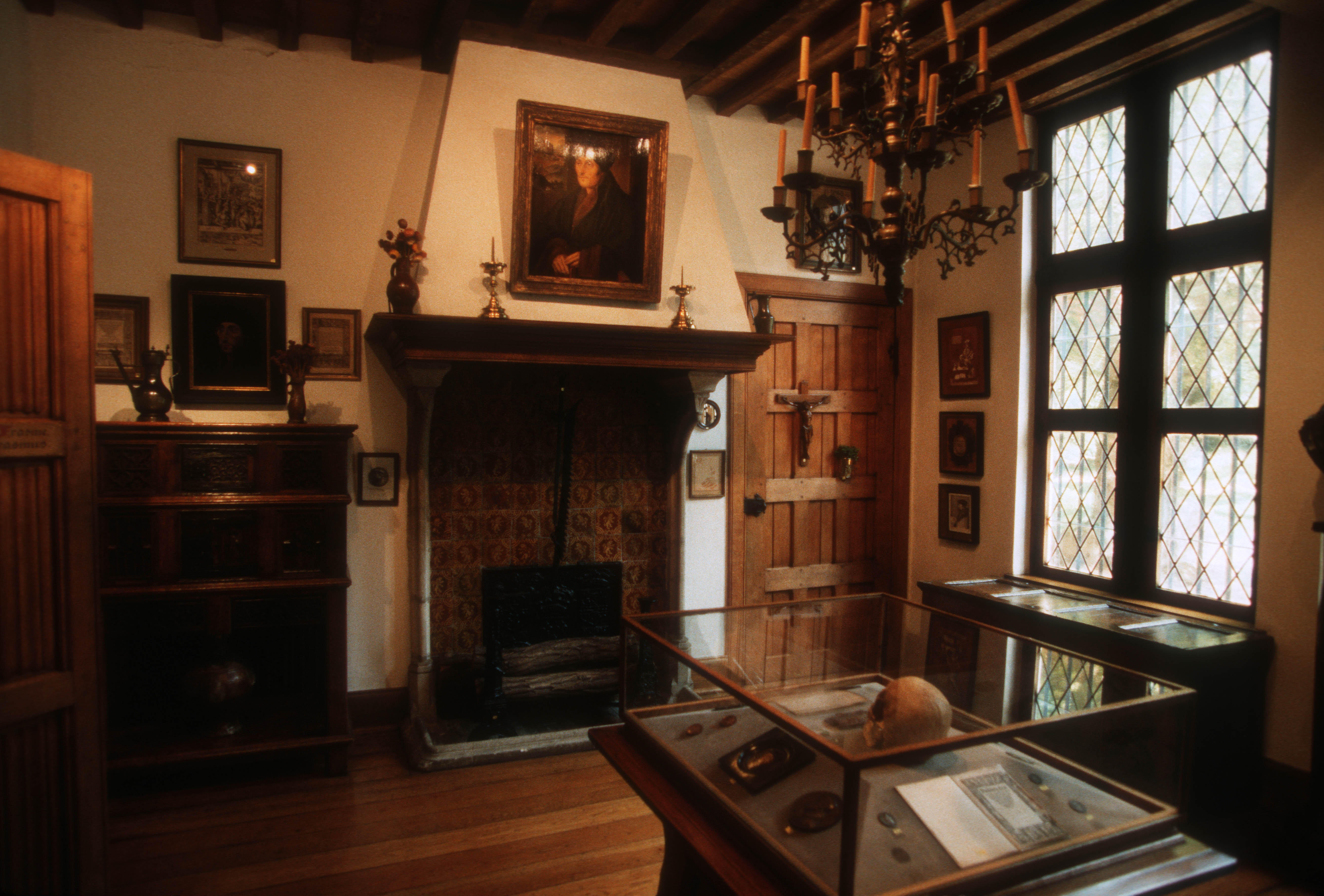
Le cabinet de travail d'Érasme en 2009, avant les transformations.

Une pièce donnant sur le jardin qui était le cabinet de travail d’Érasme. Siège et écritoire reconstituent une ambiance d’époque (sans être nécessairement ceux qui furent utilisés par Érasme lui-même). On y a rassemblé toute une série de portraits de l’humaniste, dont certains sont célèbres comme ceux de Quentin Metsys, Hans Holbein et Albrecht Dürer. Sa correspondance montre que l’humaniste était en contact avec les grandes personnalités de son époque : Thomas More, François Ier, Charles Quint, Luther.

### La salle Renaissance

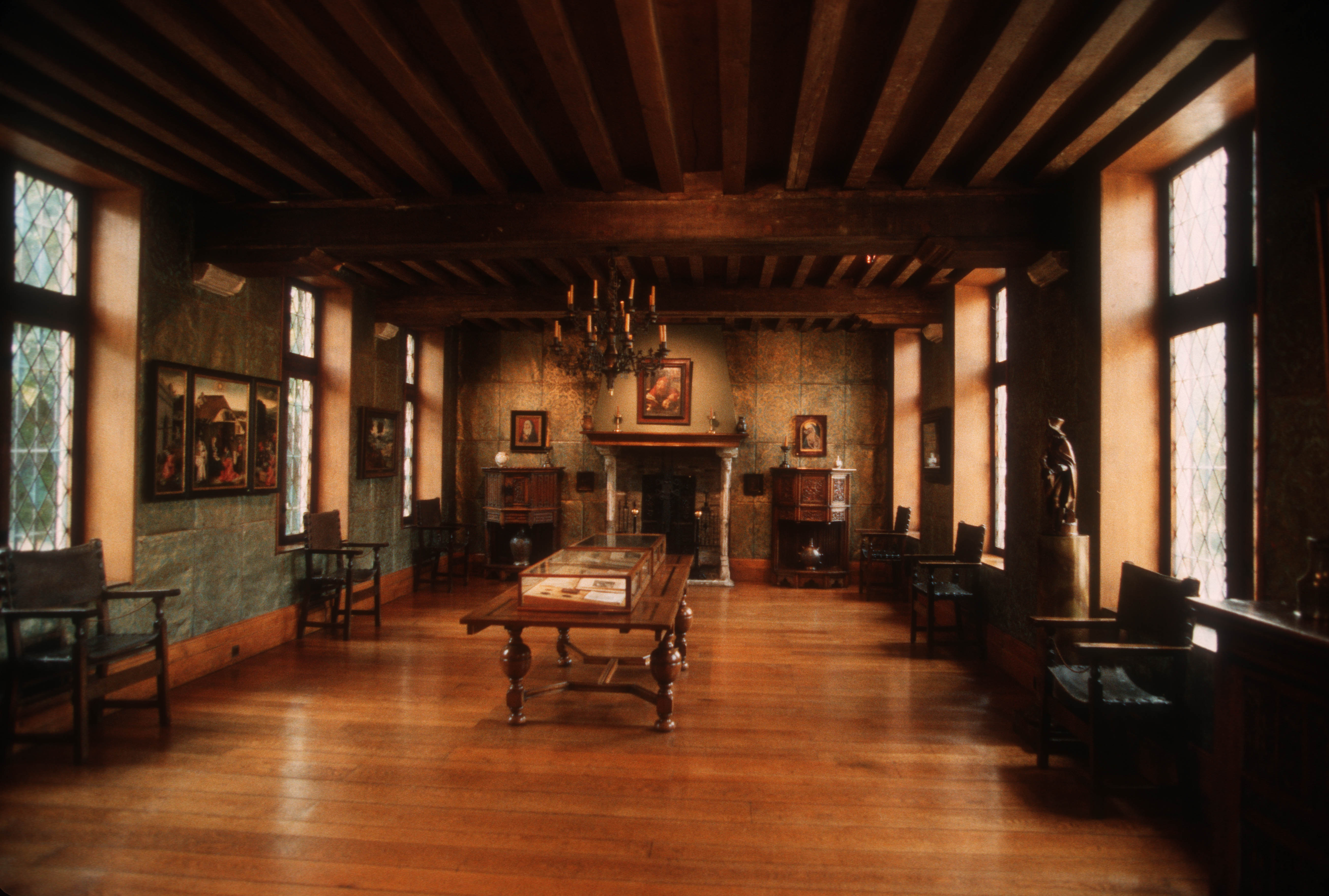
La salle Renaissance en 2009, avant les transformations

La salle Renaissance, tapissée de cuirs de Cordoue, est ornée de peintures de l'école flamande des XVe et XVIe siècles. Au milieu du plafond pend un impressionnant lustre en fer forgé.

### La salle blanche
La vaste salle, à l’étage, appelée "salle blanche", désormais peinte en mauve, était peut-être la salle à manger. Y étaient exposés en vitrines les éditions originales des livres d’Érasme arrangées suivant les imprimeurs auxquels ils avaient été confiés. La première vitrine expose de nombreuses éditions et traductions de l'Éloge de la folie, la deuxième des éditions des Colloques. Une autre vitrine contient des livres caviardés par la censure ecclésiastique. Utilisant les trois langues classiques dans certains de ses écrits (latin, grec et hébreu) Érasme se devait de travailler avec les meilleurs imprimeurs de l’époque, dont Johann Froben de Bâle. Il révisait personnellement les épreuves d’imprimerie. Un imposant lustre flamand en cuivre à double rangée de luminaires était suspendu au milieu de la salle.

## Le jardin
La maison d'Érasme est entourée d'un jardin qui s'est développé en plusieurs étapes.

### Le jardin romantique de Charles Van Elst
Deux ans après l'accession du site au rang de musée, lors du mandat de conservateur de Daniel Van Damme, Charles Van Elst conçoit un jardin en 1932, dans un esprit romantique à l'anglaise.
C'est dans cet espace que se tiendront les onze biennales de la Sculpture de Plein Air de Belgique entre 1946 et 1966, manifestation d'ampleur locale mais qui a le mérite d'être la première exposition 
de sculpture en plein air d'Europe après-guerre, deux ans avant la plus célèbre du Battersea Park 

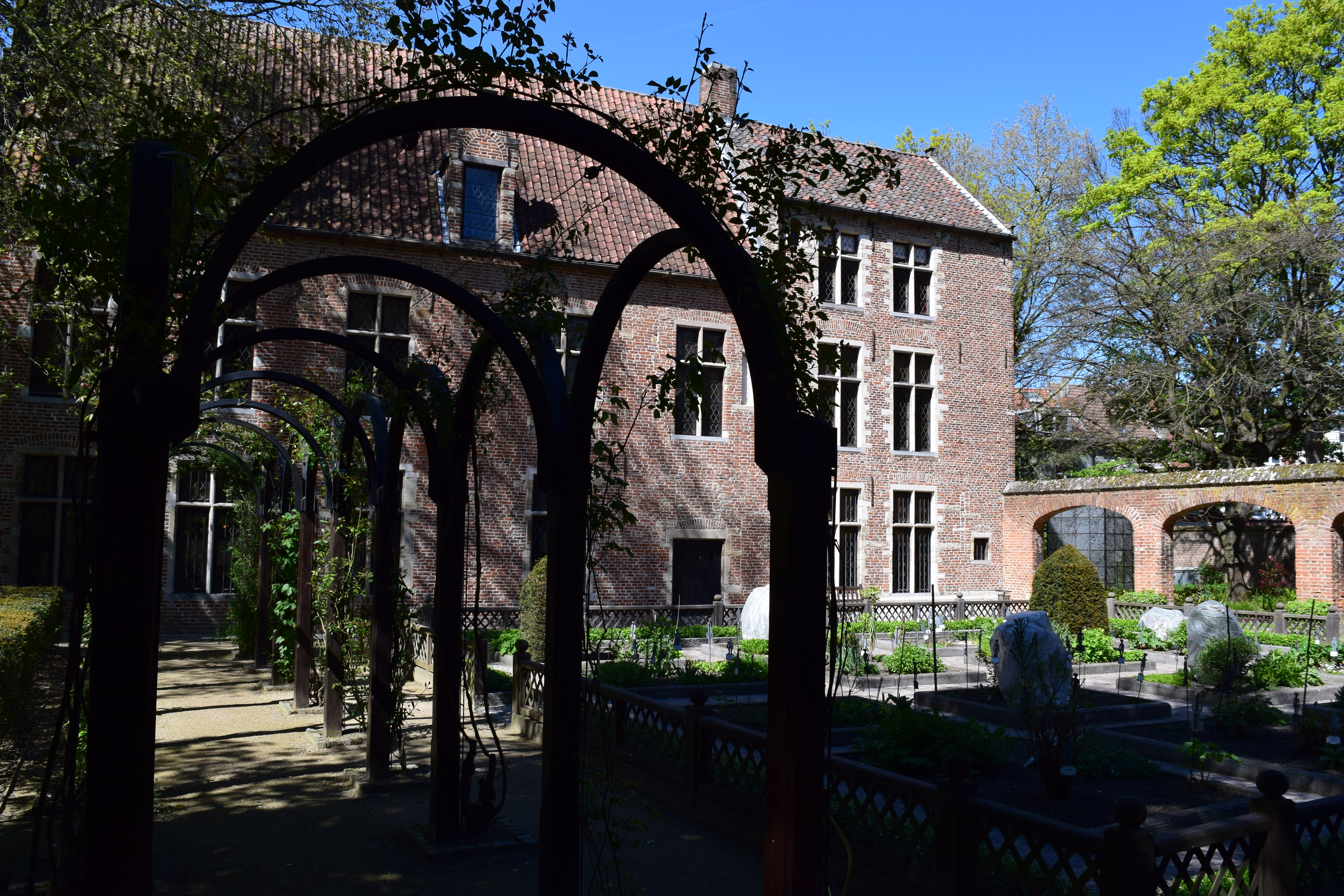
Le jardin des maladies créé par René Pechère.

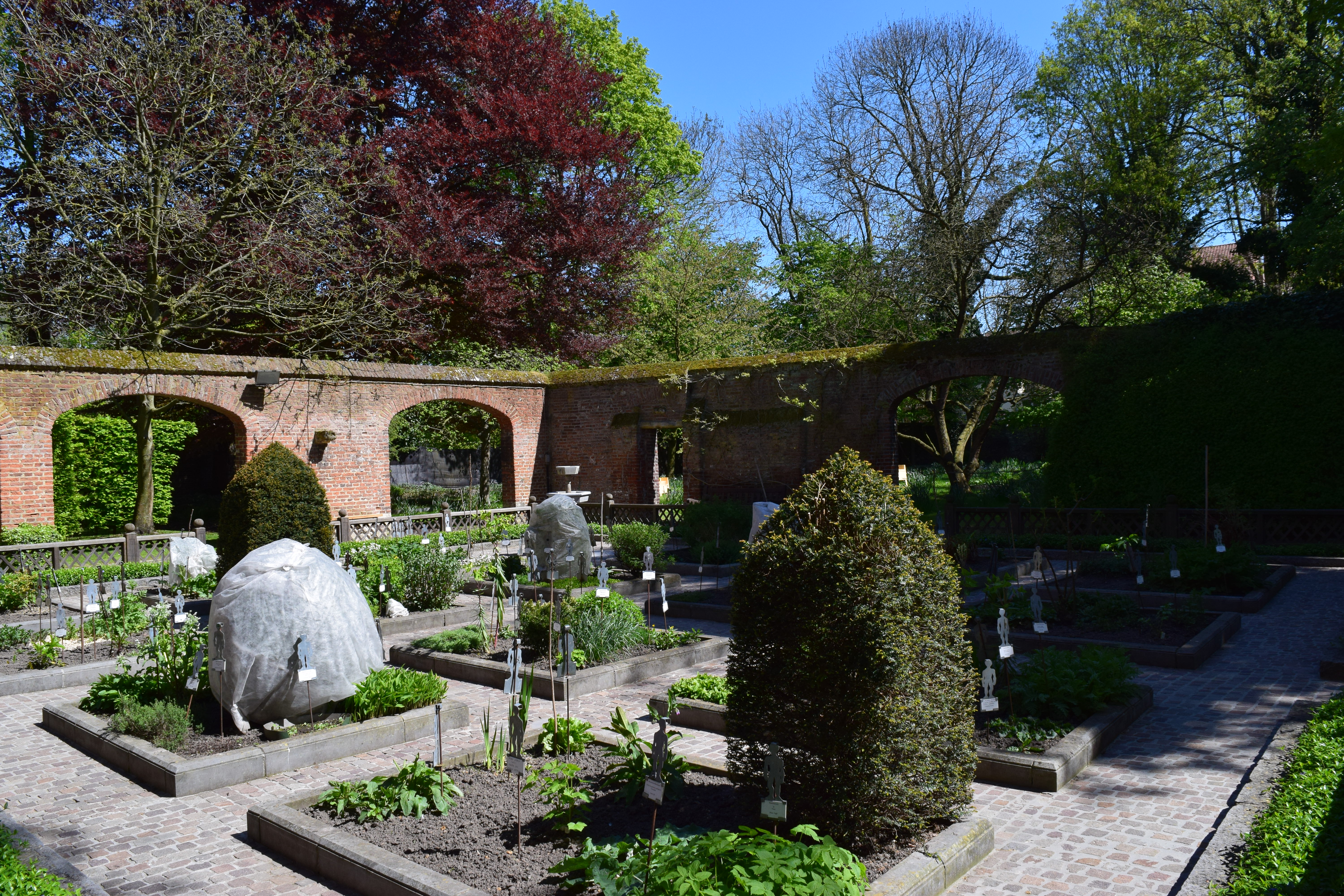
Le jardin des maladies créé par René Pechère.

de Londres en 1948.

### Le jardin des maladies de René Pechère
C'est toutefois le jardin des maladies conçu par René Pechère, dans un esprit plus fidèle à la Renaissance et créé en 1987, lorsque Jean-Pierre Vanden Branden était conservateur, qui fera le succès du lieu. Des plantes connues au XVIe siècle pour leurs propriétés médicinales, et dont se servait Érasme pour se soigner, y sont à nouveau cultivées.

### Le jardin philosophique de Benoît Fondu

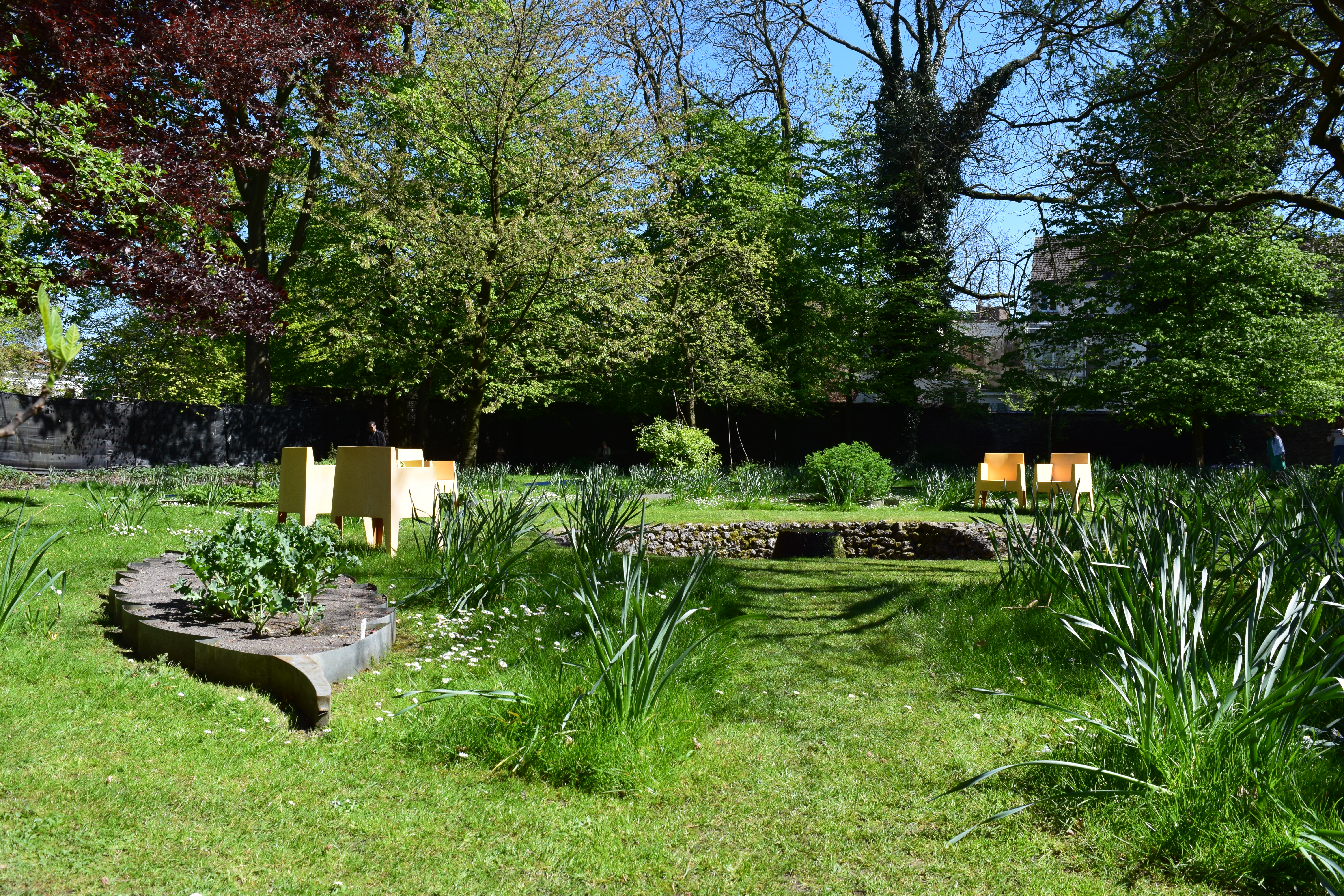
Le jardin philosophique créé par Benoît Fondu.

En 2000, à l'occasion des événements de « Bruxelles capitale européenne de la culture », un « jardin philosophique » y fut adjoint en 2000. Ce jardin philosophique imaginé par le conservateur Alexandre Vanautgaerden a été conçu et réalisé par l'architecte de jardin Benoît Fondu à la manière d'un hortus conclusus, avec l'apport d'œuvres de plusieurs artistes contemporains, ce jardin ouvre une nouvelle perspective derrière l'antique demeure. Marie-Jo Lafontaine y a dessiné à même le sol des structures en forme de feuilles - les larmes du ciel - tantôt débordant de végétation, tantôt remplies d'eau et chargées d'un adage érasmien où se reflète le ciel ; Bob Verschueren a creusé au cœur du jardin, lieu de focalisation de la méditation, un "volcan de vie", souche de hêtre d'où jaillit un mince filet d'eau ; Catherine Beaugrand y a semé ses "loci", jalons et étapes de vie végétale ; Perejaume a créé un espace de retrait intérieur, une chambre de vision, composée de 11.500 lentilles de verre, serties de plomb comme les vitraux anciens ; Pierre Portier est l'auteur de bancs semblant comme des plantes jaillir du sol. Ce jardin rappelle l'amour d'Érasme et de ses contemporains humanistes pour les jardins et fait allusion à celui qui est décrit dans son Banquet religieux où celui que Juste Lipse décrit dans son De concordia.

## La gestion de la Maison d'Érasme

### Les conservateurs
- Daniel Van Damme (1883-1967), fondateur et premier conservateur, de 1930 à 1954.
- Jean-Pierre Vanden Branden, conservateur de 1954 à 1994.
- Alexandre Vanautgaerden, conservateur de 1994 à 2012[9].
- Ann Arend, conservatrice de 2013 à 2019.
- Zahava Seewald, conservatrice depuis septembre 2019.

### Les conservateurs-adjoints
- Kathleen Leys, conservatrice-adjointe de 1994 à 2012
- Ann Arend, conservatrice-adjointe de 2012 à 2013
- Hélène Haug, conservatrice-adjointe et responsable des publics, depuis 2013

### Les bibliothécaires
- Sophie Cornet, bibliothécaire, depuis 2012

### Les responsables des collections
- Céline Bultreys, responsable des collections, depuis 2012

### Médiation culturelle
- Aïcha Bourarach, médiatrice culturelle, depuis 2009

## Organisations culturelles soutenant le musée

### Les amis de la maison d'Érasme
Dès l'inauguration de la maison d'Érasme en 1932, celle-ci pu compter sur le soutien d'une association de fait "l'association des amis d'Érasme" qui se constitua en asbl en 1981 sous le nom "Les amis de la Maison d'Érasme". Cette association, sous l'impulsion de son fondateur et président Jean-Pierre Vanden Branden, joua un grand rôle de mécénat et permit au musée d'acquérir la plupart des nombreux livres rares en constituant désormais la remarquable bibliothèque précieuse. Lors de l'assemblée générale du 6 juin 2006, l'asbl "Les amis de la Maison d'Érasme" fut dissoute.

### Erasmus 2000 - Les Amis du musée Érasme
En 1999 un autre groupement fut fondé parallèlement, l'asbl "Erasmus 2000". Cette asbl changea de nom en 2006 et s'appelle depuis "Les Amis du Musée Érasme - De Vrienden van het Erasmusmuseum", avec comme but social l'organisation d'expositions, l'édition de publications, l'enrichissement et la mise en valeur des collections et bibliothèques des musées communaux d'Anderlecht.

## Cours de latin
En 2001, la maison d'Érasme ouvre ses portes à la « Fondation Melissa » qui y organise des cours de latin donnés selon la méthode vivante de Hans Ørberg, aussi bien pour débutants que pour utilisateurs confirmés. La Maison d’Érasme contribue à la diffusion du néo-latin en donnant son patronage à la revue Melissa, entièrement rédigée en latin, qui paraît six fois par an. Cette collaboration avec la Maison d’Érasme est inaugurée par le numéro 100 du 19 février 2001 de la revue, consacré à la figure d’Érasme. La « Fondation Melissa » publie toujours sous ses auspices et ceux de l'« Académie latine de Rome » la revue Melissa et y donne ses cours de latin vivant.

## Accès
| ___ | Ce site est desservi par la station de métro : Saint-Guidon. |